# William Anders
William Alison „Bill” Anders (n. 17 octombrie 1933, Hong Kongul britanic, Regatul Unit – d. 7 iunie 2024, Washington, SUA) a fost un ofițer al Forțelelor Aeriene ale Statelor Unite ale Americii, inginer, om de afaceri și astronaut NASA.

## Biografie
S-a căsătorit cu Valerie  E. Hoard Anders în anul 1955 și a avut 6 copii: Alan (n. februarie 1957), Glen (n. iulie 1958), Gayle (n. decembrie 1960), Gregory (n. decembrie 1962), Eric (n. iulie 1964) și Diana (n. august 1972). Tătăl său a fost Arthur F. Anders (d. 2000) iar mama sa a fost Muriel Adams Anders (d. 1990). William Anders s-a mutat împreună cu părinții săi în Annapolis, Maryland. De asemenea, are 13 nepoți.
În anul 1993 s-a mutat împreună cu soția lui pe insula Orcas aflată în statul Washington, chiar dacă aveau deja o casă în San Diego, California.
William Alison Anders a fost botezat la catolicism.

## Educație
Bill Anders a studiat la Academia Navală a SUA și la școala Harvard Business School, pe care a terminat-o de studiat în anul 1979. A frecventat și academia St. Martin's Academy iar în anul 1951 a absolvit școala Grossmont High School, o școală situată în La Mesa, California.

## Carieră
William Anders a petrecut aproximativ 6 zile și 3 ore în spațiul cosmic.
A fost selectat de către NASA în al treilea grup de astronauți NASA din anul 1963/1964. A fost pilot de rezervă în misiunile Apollo 11 și Gemini XI, a participat în misiuniea Gemini 12 iar în misiunea Apollo 8 (21 decembrie 1968 - 27 decembrie 1968) a participat împreună cu James Lovell și Frank Borman, unde a servit ca pilot al modulului lunar. Este unul dintre primii trei oameni care au văzut Terra de pe alt corp ceresc. Au realizat o emisiune în Ajunul Crăciunului (care a fost premiată cu Premiul Emmy) în care au citit primele versuri din Geneză.
Earthrise (în traducere „Răsărit de Pământ”) este o poză făcută în misiunea Apollo 8, recunoscută de către Life Magazine ca fiind una dintre 100 de poze care au schimbat lumea. Această poză reprezintă Pământul, așa cum este văzut atunci când este vizibil orizontul Lunii.
În anul 1969 a părăsit NASA și a lucrat ca secretar executiv la National Aeronautics and Space Council (în anii  1969-1973), iar în anul 1975 a fost ales de către președintele companiei Ford să fie primul președinte al Nuclear Regulatory Commission.
În anul 1976 William Anders a fost numit ambasador al Norvegiei, funcție pe care a pierdut-o în anul 1977.
În anul 1988 s-a retras din Air Forces Reserves; în anul 1990 s-a alăturat corporației General Dynamics. În anul 1991 a devenit președintele și CEO-ul General Dynamics iar în anul 1993 s-a retras, dar a rămas președintele acestei corporații până în mai 1994.
Ulterior a fost președintele și directorul Fondației Anders (Anders Foundation) și și-a păstrat rangul de general-maior ale Forțelor Aeriene ale Statelor Unite.

## Premii și onoruri
William Anders a fost menționat în documentarul „Race to the Moon” (în traducere „Cursa către Lună”) și a apărut un interviu cu el într-un capitol din cartea „No More Worlds to Conquer”, scrisă de către Chris Wright.
Premii primite de către William Alison Anders:
- National Geographic Society's Hubbard Medal for Exploration (Hubbard Medal);[14][15]
- Air Force Distinguished Service Medal;[14][15]
- Harmon Thropy;[26][15]
- NASA Distinguished Service Medal;[14][15]
- United States Astronaut Hall of Flame;[14]  (4 octombrie 1997)[15][27]
- Nuclear Regulamentory Commission Distinguished Service Medal;[14][15]
- Air Force Commendation Medal;[14]
- American Astronautical Society's Fight Achievement Award;[14][15]
- American Defense Preparedness Association's Industry Leadership Award; (mai 1993)[15]
- International Space Hall of Fame; (anul 1983)[15]
- Collier Trophy;[14][15]
- Dr. Robert H. Goddard;[14][15]
- General Thomas D. White USAF Trophies.[14][15]

## Galerie

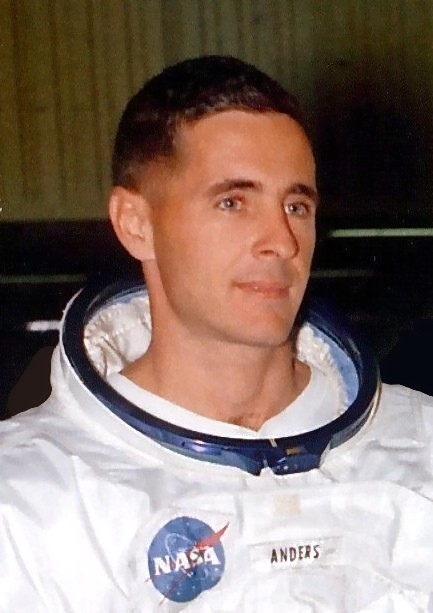
William Alison Anders
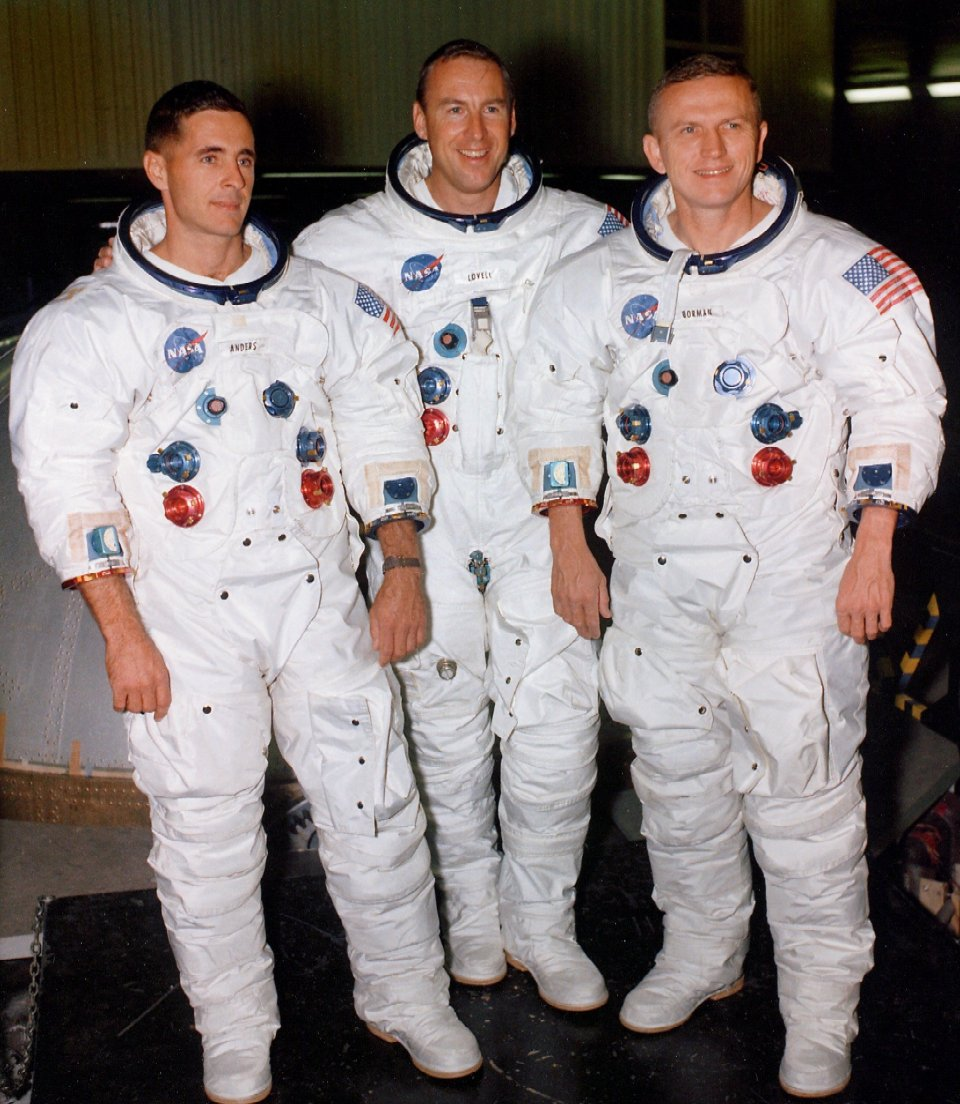
William Anders, Frank Borman și Jim Lovell
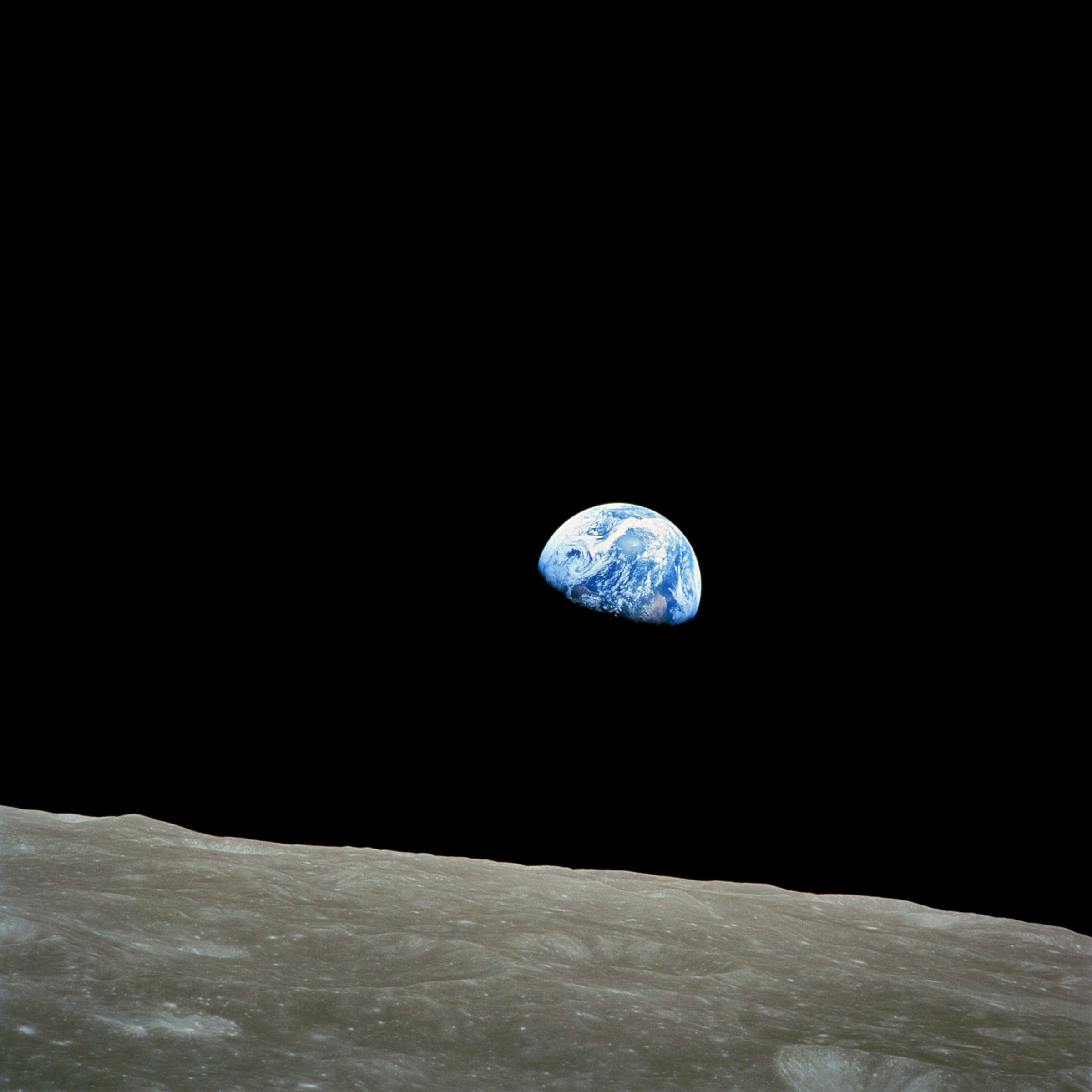
Poza „Earthrise”
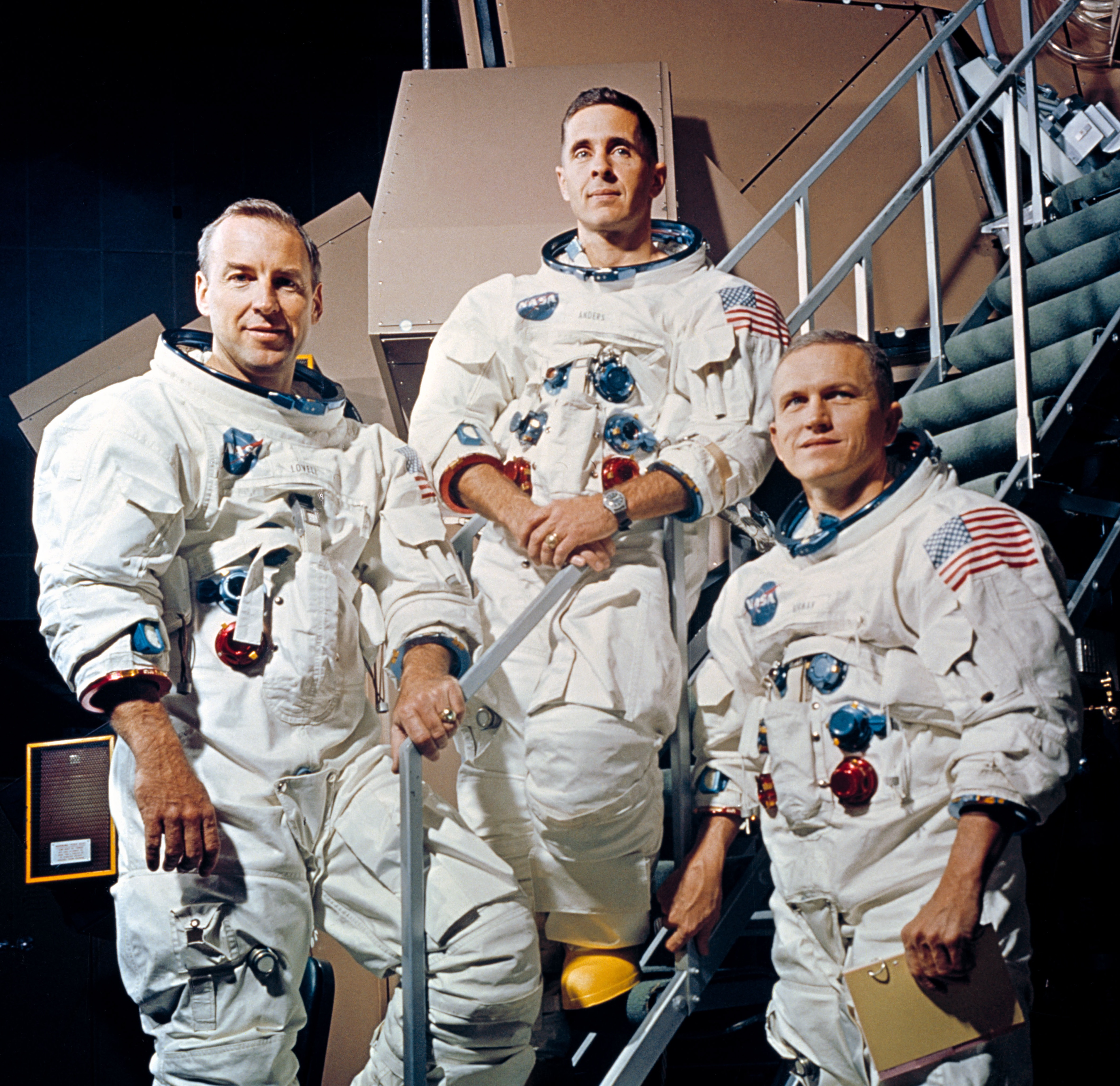
William Anders, Frank Borman și Jim Lovell
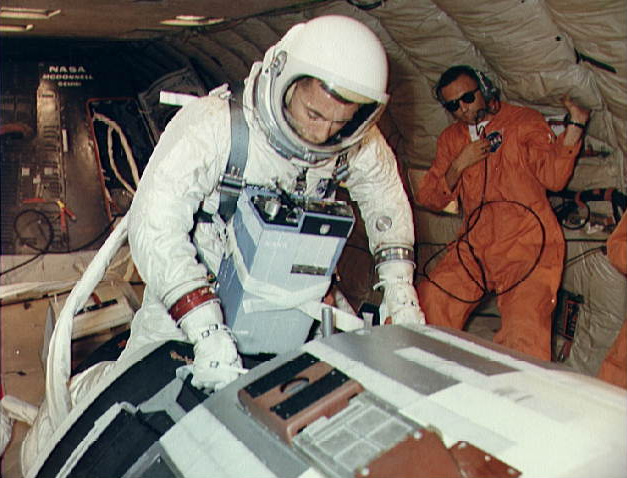
William Alison Anders
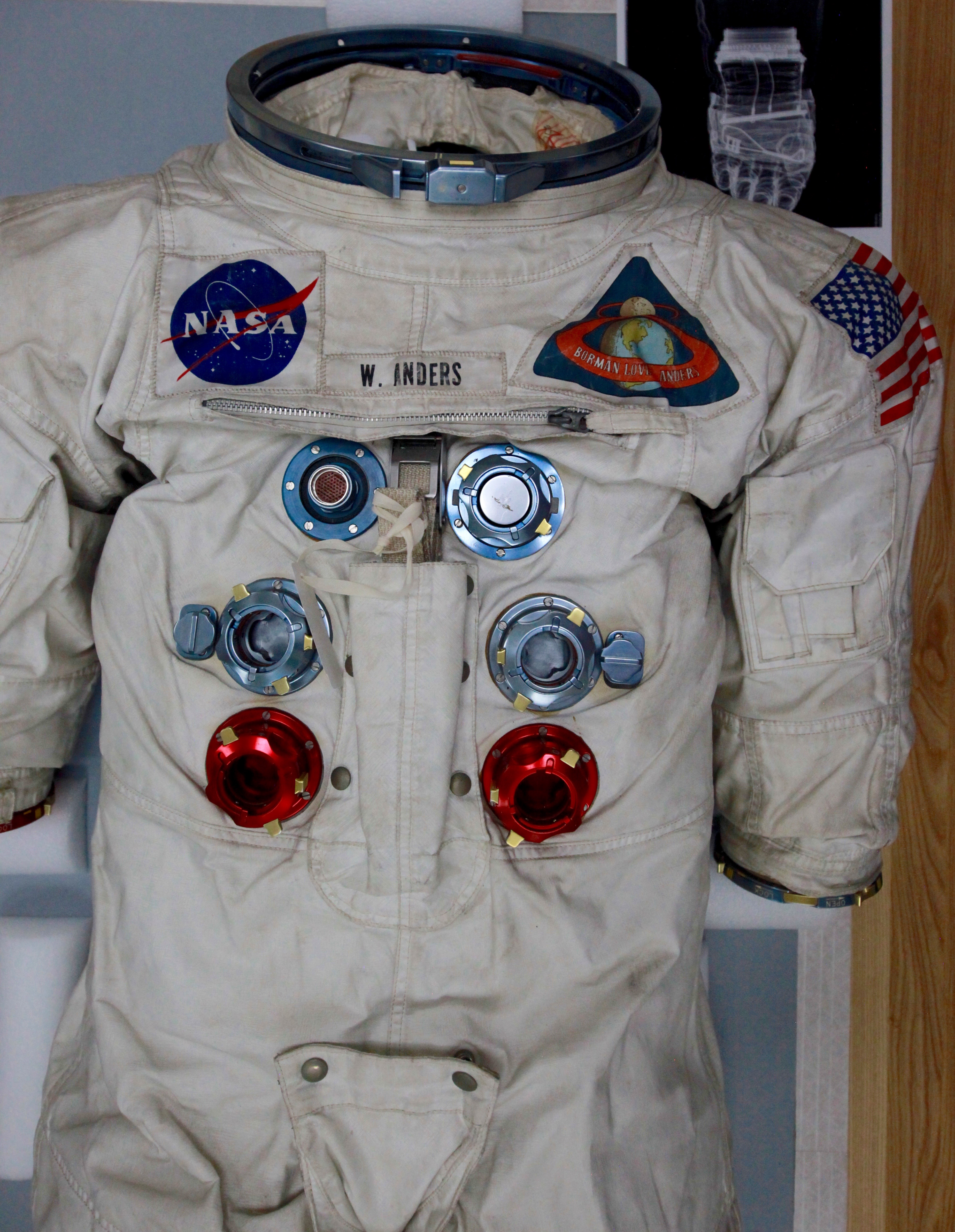
Costumul spațial cu care a participat William Anders în misiunea Apollo 8

## Vezi și
- Neil Armstrong
- Fred Haise